# 伊勢和紙

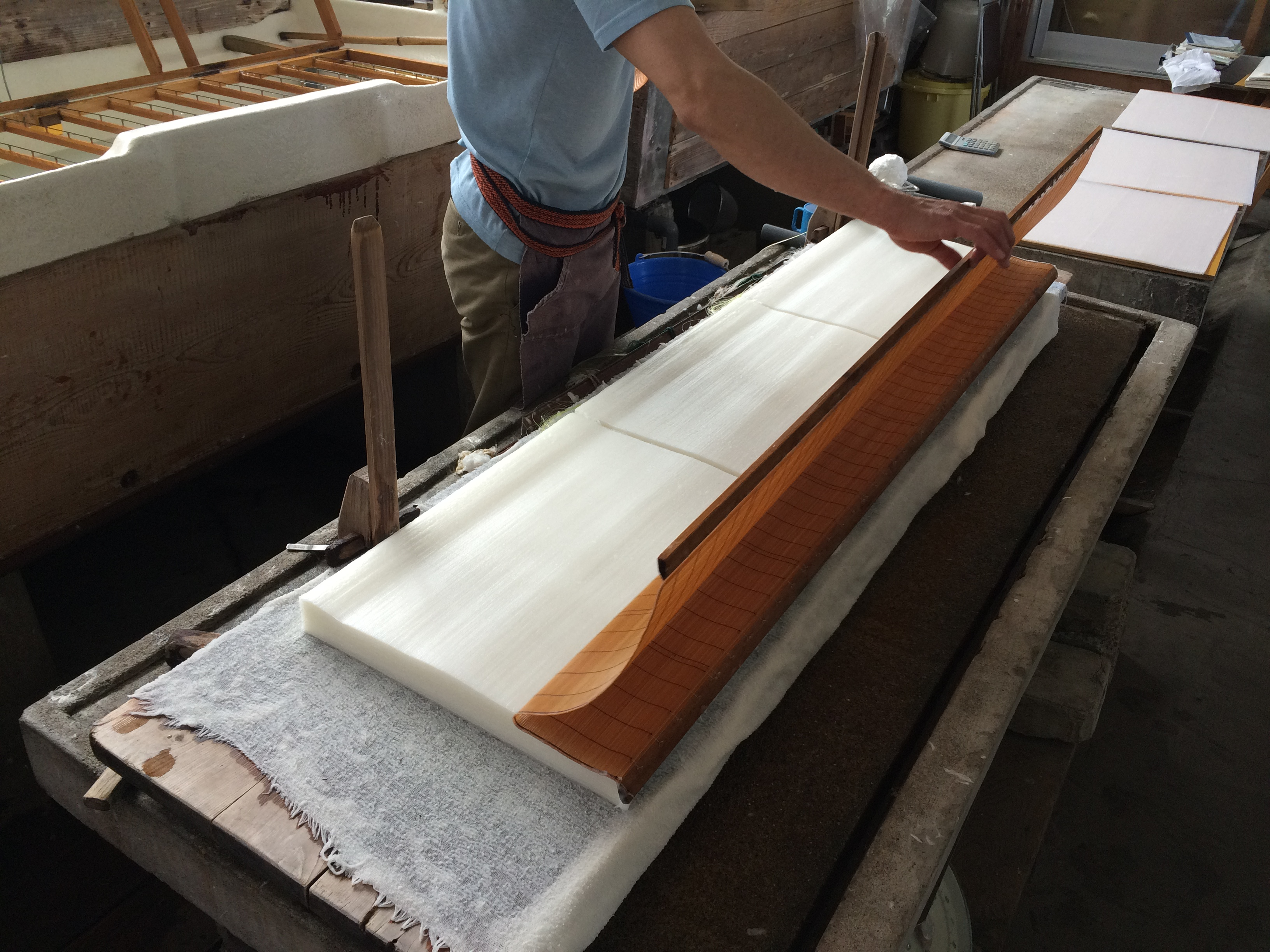
大豐和紙工業の手漉き伊勢和紙
神宮御用紙として清浄な和紙を一枚一枚丁寧に漉いていく。

伊勢和紙（いせわし）は、三重県伊勢市で漉かれた和紙。
神宮御用紙を製造し、伊勢神宮の神宮大麻用途をはじめとし、多くの寺社に和紙を提供している。1994年、伊勢紙として三重県指定伝統工芸品に認定された。

## 概要

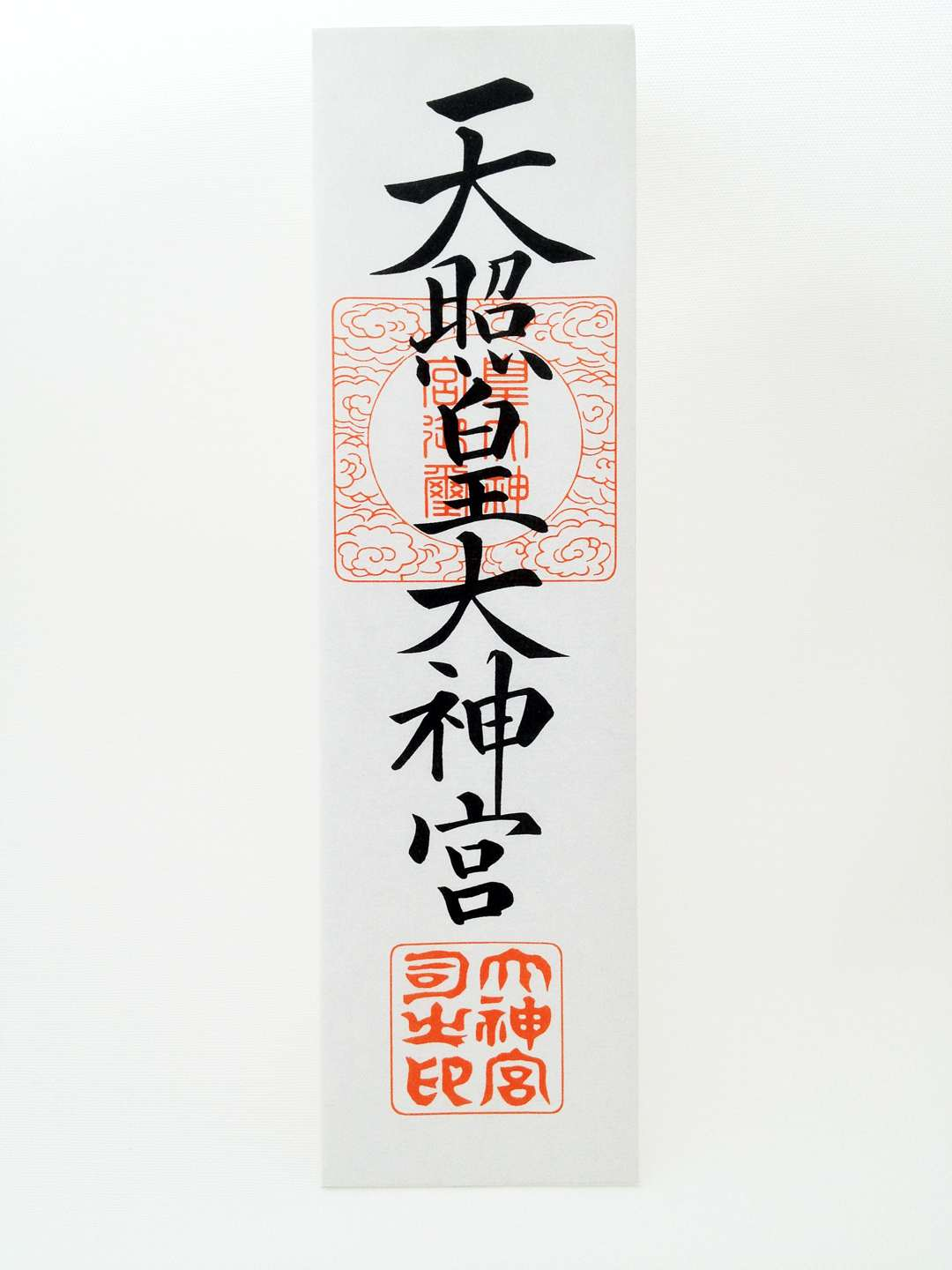
伊勢神宮の神札（おふだ）は『神宮大麻』を含めてすべて伊勢和紙が使用される

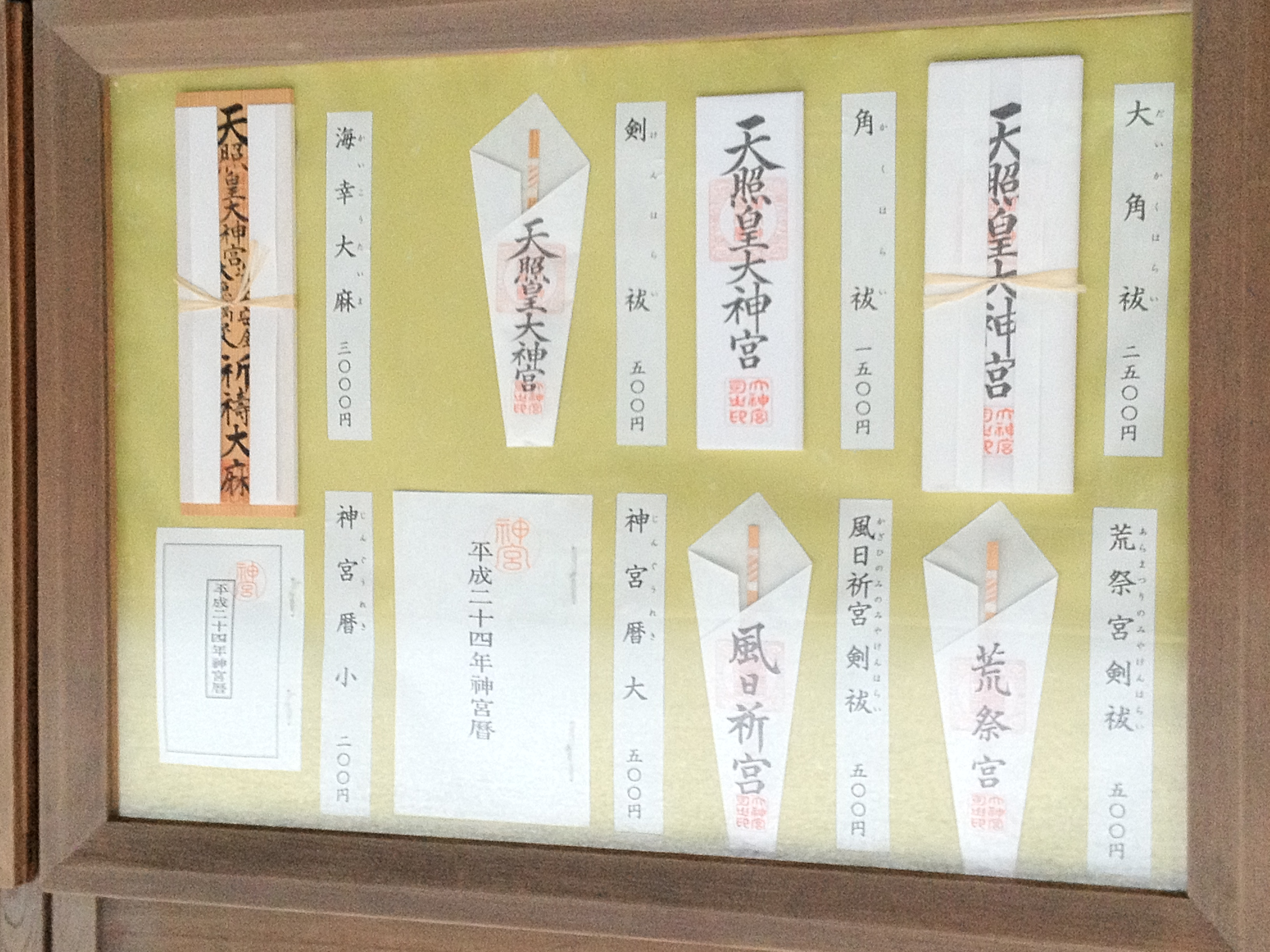
皇大神宮（伊勢神宮・内宮）にて。伊勢神宮の神札（おふだ）の例。

江戸時代まで伊勢市周辺では、家内工業としてわずかに紙漉きが行われている程度であったが、次第に伊勢信仰の神札や伊勢暦用として盛んに使用されるようになった。現在でもこうした伝統を重んじた清浄な和紙は、伊勢神宮をはじめとした各神社の御用紙等に用いられている。また、全国の神社で頒布されている神宮大麻は、すべてこの伊勢和紙を用いたものである。
今日では、神宮御用紙の製造は言うまでもなく、写真用印画紙の新しい表現としてインクジェットプリンターに対応した和紙を開発・製造するなど、伝統文化を重んじながらも、近代的な文化との融和を図る新しいスタイルの取り組みが積極的になされている。
現在伊勢和紙を製造する、唯一のメーカーである大豐和紙工業株式会社については、大豐和紙工業の項目を参照のこと。